# Малевский, Шимон
Ши́мон Мале́вский (пол. Szymon Malewski; 1759—1832, Вильна) — российский правовед, экономист-физиократ; ректор Императорского Виленского университета; отец тайного советника Ф. С. Малевского.

## Биография
В 1781 году поступил в учительскую семинарию при Главной школе Великого княжества Литовского; два года учился в краковском Ягеллонском университете. В 1785 году получил степень доктора философии в Главной литовской школе и стал учителем математики в Вильно. С 1787 года профессор права и политической экономии Главной литовской школы.
Был сторонником короля Станислава Августа. В 1794 году получил чин надворного советника. Во время восстания под руководством Тадеуша Костюшко был уполномоченным центральной депутации Великого княжества Литовского.
Доктор гражданского права с 1800 года. В 1803—1809 годах преподавал в Виленском университете политическую экономику; с 1816 года — профессор. В 1817—1822 годах был ректором Виленского университета. Косвенно поддерживал деятельность студенческого общества филоматов, в котором участвовал его сын Франтишек Иероним (Франц Семенович) Малевский.
Умер в Вильне, похоронен в местечке Тургели (ныне Тургяляй Шальчининкского района Литвы).